# 구파 백정기 의사 고택지
구파 백정기 의사 고택지(鷗波 白貞基 義士 古宅址)는 대한민국 전북특별자치도 정읍시 영원면 은선리에 있는 일제강점기에 구파 백정기(1896∼1934) 의사가 어렸을 적 살았던 곳이다. 1999년 11월 19일 전라북도의 기념물 제103호로 지정되었다.

## 개요
구파 백정기(1896∼1934) 의사가 어렸을 적 살았던 곳이다.
선생은 건양 1년(1896) 부안에서 태어나 어려서 부친을 여의고 1907년 이곳으로 이주하여 1919년 독립운동을 위해 중국으로 망명할 때까지 12년동안 생활하였다고 한다. 3·1 독립운동에 가담한 이후 독립운동을 계속하다가 붙잡혀 일본의 장기 형무소에서 복역하던 중 지병이 악화되어 1934년 순국하였다. 1946년 일본에서 유해를 송환받아 효창공원에 안장하였으며 1963년 건국훈장 독립장이 수여되었다.
가옥은 원래 한옥 초가였으나 무너지고 그 자리에 1975년 경에 세운 시멘트 블록조에 슬레이트 지붕을 한 가옥이 들어서 있다. 앞면 3칸·옆면 1칸의 규모의 건물로 세울 당시의 흔적은 찾아보기 어렵다.

## 같이 보기
- 백정기

## 참고 자료
- 구파백정기의사고택지 - 국가유산청 국가유산포털